# Batomys dentatus
Batomys dentatus  (Miller, 1911) è un roditore della famiglia dei Muridi endemico dell'isola di Luzon, nelle Filippine.

## Descrizione

### Dimensioni
Roditore di medie dimensioni, con la lunghezza della testa e del corpo di 195 mm, la lunghezza della coda di 185 mm e la lunghezza del piede di 36 mm.

### Aspetto
La pelliccia è lunga, densa, soffice e lanosa. Le parti superiori sono marroni scure, con riflessi giallo-brunastri lungo i fianchi, mentre le parti inferiori sono bruno-giallastre. Le orecchie sono marroni scure e densamente ricoperte di piccoli peli. Il muso è grigio. Sono presenti degli anelli di pelle scura e priva di peli intorno agli occhi. Il dorso delle zampe è marrone scuro, mentre le dita e gli artigli sono bianchi. La coda è leggermente più corta della testa e del corpo, è densamente ricoperta di peli, marrone scura nella parte basale, bianca all'estremità, dove è presente anche un ciuffo.

## Biologia

### Comportamento
È una specie terricola.

## Distribuzione e habitat
Questa specie è conosciuta da un unico individuo catturato nella provincia di Benguet, isola di Luzon settentrionale, nelle Filippine.
Vive nelle foreste montane.

## Conservazione
La IUCN Red List, considerato che questa specie è conosciuta soltanto da un esemplare, classifica B.dentatus come specie con dati insufficienti (DD).